# العامل الأزرق

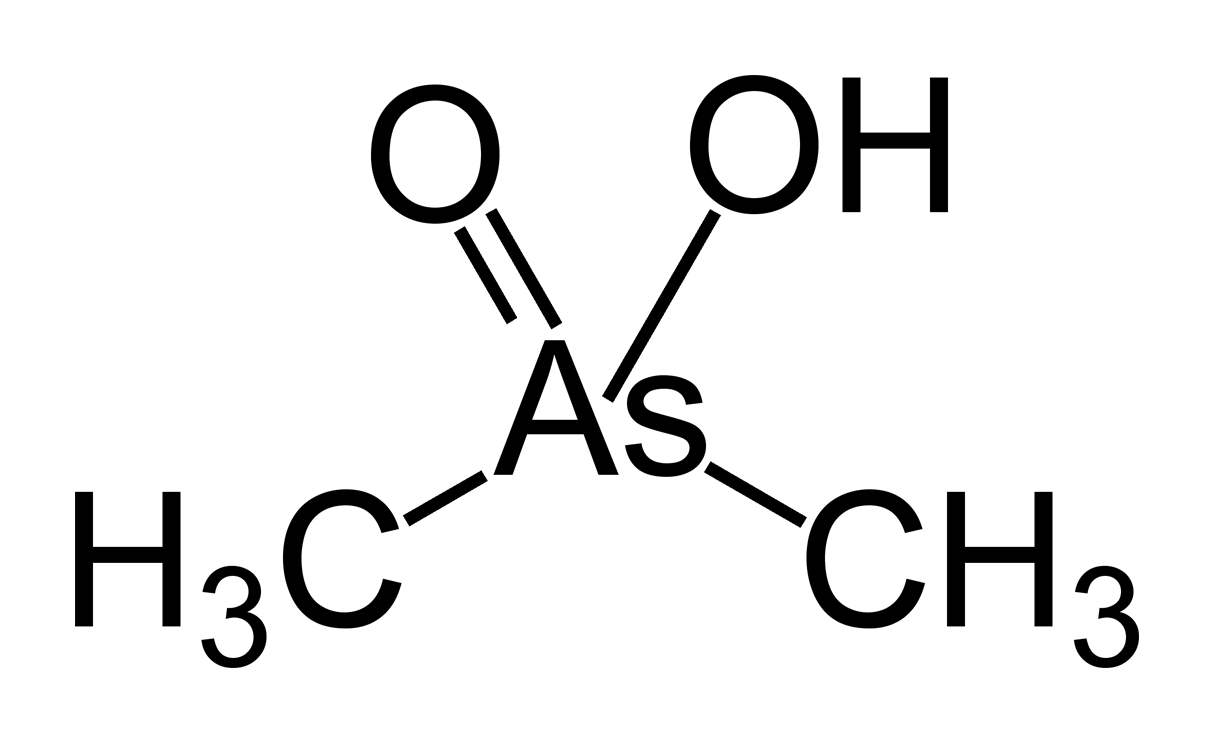
يعد حمض الكاكوديليك أحد مكونات العامل الأزرق

العامل الأزرق (ملاحظة 1) هو اسم يطلق على واحد من مبيدات قوس قزح؛ وهي مبيدات أعشاب استخدمتها الولايات المتحدة الأمريكية أثناء حرب فيتنام لأغراض عسكرية، وذلك بهدف القضاء على حقول الأرز؛ إذ أن هذا المبيد نازع لورق الشجر؛ وكان ذلك يشكل هدفاً استراتيجياً، حيث يمنع بذلك استخدامه محصولاً زراعياً، كما قلل من فرصة استخدام حقوله ساتراً نباتياً أثناء المعارك.
يدخل في تركيب العامل الأزرق حمض الكاكوديليك (ثنائي ميثيل حمض الزرنيخيك) بنسبة حوالي 5%؛ بالإضافة إلى الملح الصوديومي له من ثنائي ميثيل زرنيخات الصوديوم بنسبة حوالي 26%.